# WTA Challenger de Midland
O WTA Challenger de Midland  – ou Dow Tennis Classic, atualmente – é um torneio de tênis profissional feminino, de nível WTA 125.
Realizado em Midland, no estado de Michigan, nos Estados Unidos, estreou em 2021. Os jogos são disputados em quadras duras cobertas durante o mês de novembro.

## Histórico
O Dow Tennis Classic, vem sendo realizado desde 1989. Originalmente o torneio fazia parte do Circuito Feminino da ITF, na categoria de premiação de US$ 100.000.
A partir de 2021, ele passou a ser promovido pela WTA na categoria "WTA 125".

## Finais
Fonte: WTA, Dow Tennis Classic - Past Winners

### Simples
| Ano  | Campeã            | Vice-campeã        | Resultado |
| ---- | ----------------- | ------------------ | --------- |
| 2024 | Rebecca Marino    | Alycia Parks       | 6–2, 6–1  |
| 2023 | Anna Kalinskaya   | Jana Fett          | 7–5, 6–4  |
| 2022 | Catherine McNally | Anna-Lena Friedsam | 6–3, 6–2  |
| 2021 | Madison Brengle   | Robin Anderson     | 6–2, 6–4  |

### Duplas
| Ano  | Campeãs                         | Vice-campeãs                       | Resultado        |
| ---- | ------------------------------- | ---------------------------------- | ---------------- |
| 2024 | Emily Appleton Maia Lumsden     | Ariana Arseneault Mia Kupres       | 6–2, 4–6, [10–5] |
| 2023 | Hailey Baptiste Whitney Osuigwe | Sophie Chang Ashley Lahey          | 2–6, 6–2, [10–1] |
| 2022 | Asia Muhammad Alycia Parks      | Anna-Lena Friedsam Nadiia Kichenok | 6–2, 6–3         |
| 2021 | Harriet Dart Asia Muhammad      | Peangtarn Plipuech Aldila Sutjiadi | 6–3, 2–6, [10–7] |